# مقبرة 63
مقبرة 63 وتعرف عالميا باسم KV63، هي أحدث المقابر المكتشفة بوادي الملوك بمصر، وساد الاعتقاد عند اكتشافها عام 2005 بأنها مقبرة ملكية بيد أن الدراسات التالية ترجح أنها مجرد حجرة لتخزين الأدوات اللازمة لعملية التحنيط.

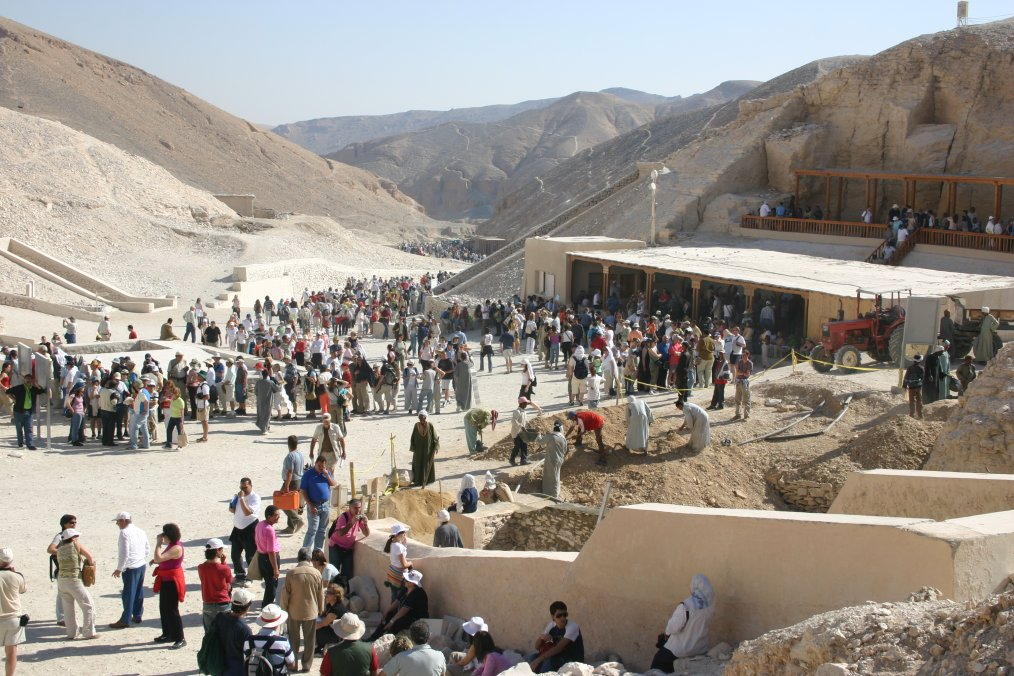
السياح فوق مكان المقبرة KV63 في مارس 2005 ; بعد اكتشاف المقبرة بشهر أو شهرين. إلى اليمين مقبرة توت عنه آمون وإلى اليسار المقبرة 63.

واحتوت المقبرة على سبعة توابيت فتحت جميعها ولم يوجد بها سوى مواد للتحنيط، كما وجدت جرار للتخزين عثر بداخلها على أملاح وكتان وقطع من الفخار المهشم وكلها مواد تستخدم في التحنيط والمراسم الجنائزية.
كما عثر على آثار لأختام فوق قطع من الطوب الطفلي داخل المقبرة تحمل المقطع با أتن وهو جزء من اسم الميلاد للملكة عنخ إسن أمون زوجة توت عنخ أمون، ومن ثم فإن الجزء المقروء من الختم والتصميم المعماري الداخلي للمقبرة (إن جاز إطلاق هذا الوصف) وأسلوب النقش على التوابيت التي تم العثور عليها جميعهم يشيرون إلى عصر الأسرة الثامنة عشر وتحديدا عصر الفرعون توت عنخ أمون (1333 ق.م. - 1323 ق.م.) والتي تبعد مقبرته أمتار قليلة مقابلة لهذا الموقع.

## وصلات خارجية
- المقبرة 63 موقع البعثة الكشفية؛ «سجل التنقيب» لأوتو شادن مع صور للمقبرة
- أسئلة وأجوبة مع روكسان ويلسون، رسامة ومسجلة لأحداث البعثة الكشفية للمقبرتين 10 و63  نسخة محفوظة 24 يوليو 2008 على موقع واي باك مشين. (28 فبراير 2006)
- الموقع الجغرافي التقريبي للمقبرة نسخة محفوظة 3 أغسطس 2008 على موقع واي باك مشين.
- اكتشاف مقبرة جديدة بوادي الملوك نسخة محفوظة 27 فبراير 2006 على موقع واي باك مشين. (جامعة ممفيس)
- خبيئة جديدة بالأقصر (زاهي حواس)
- نظريات حول تحديد هوية صاحب قناع «الوجه الأصفر»
- بعثة جامعة ممفيس تعد بأشياء «أكثر روعة» في مصر نسخة محفوظة 22 فبراير 2006 على موقع واي باك مشين. (جامعة ممفيس)
- مشروع أمن‌مسه (المقوع الرسمي للبعثة الكشفية للمقبرة 10)

### وصلات إخبارية
- الكشف عن المقبرة المصرية الجديدة (موقع تفاعلي من قناة ديسكفري)
- مقبرة فرعونية جديدة بمصر (موقع بي بي سي الإخباري ومزود بلقطات فيديو من المقبرة)
- العثور على مقبرة بوادي الملوك بمصر (موقع إيه بي سي الإخباري، مع الصور)
- العثور على مقبرة مومياوات بوادي الملوك بمصر (موقع سي بي سي الإخباري)
- الخبراء يكتشفون مقبرة جديدة بمصر (ذا سكوتسمان)
- العثور على مقبرة جديدة بوادي الملوك بمصر (موقع سي بي إس الإخباري)
- العثور على مقبرة سليمة بوادي الملوك بمصر (واشنطن بوست)
- هوية الفرعون تشغل ذهن علماء الآثار (بلفاست تيليجراف)
- مايكل سلاكمان: «مقبرة تحوي الكثير من الغموض وليس المومياوات» (نيويورك تايمز)